# Dallas
Dallas (pronunțat [ ' dæləs ]) este centrul administrativ al statului Texas, și cel de-al treilea cel mai populat oraș din stat, după Houston și San Antonio. În conformitate cu Recensământul american efectuat în 2020, populația orașului Dallas se arondează la 1.300.000 locuitori,  pe timp ce aglomerarea urbană totala 5.7 milioane de locuitori. Metroplexul Dallas-Fort Worth este cea de-a patra cea mai populată regiune metropolitană din SUA, găzduind peste 7.500.000 rezidenți. Totodată, Dallas îndeplinește funcția de reședința a comitatului omonim. Se categorizează ca al-nouălea cel mai populat oraș american, în spate la San Diego și în fața la San Jose.
Big D, cum mai este supranumit orașul Dallas, este cel mai important centru economic al zonei metropolitane Dallas–Fort Worth–Arlington, care cuprinde 12 comitate și are o populație totală de aproximativ 6,5 milioane (în iulie 2009), conform unei estimări din martie 2010 a aceluiași United States Census Bureau. Zona metropolitană este cea mai largă din sudul Statelor Unite și a patra zonă metropolitană din Uniune.

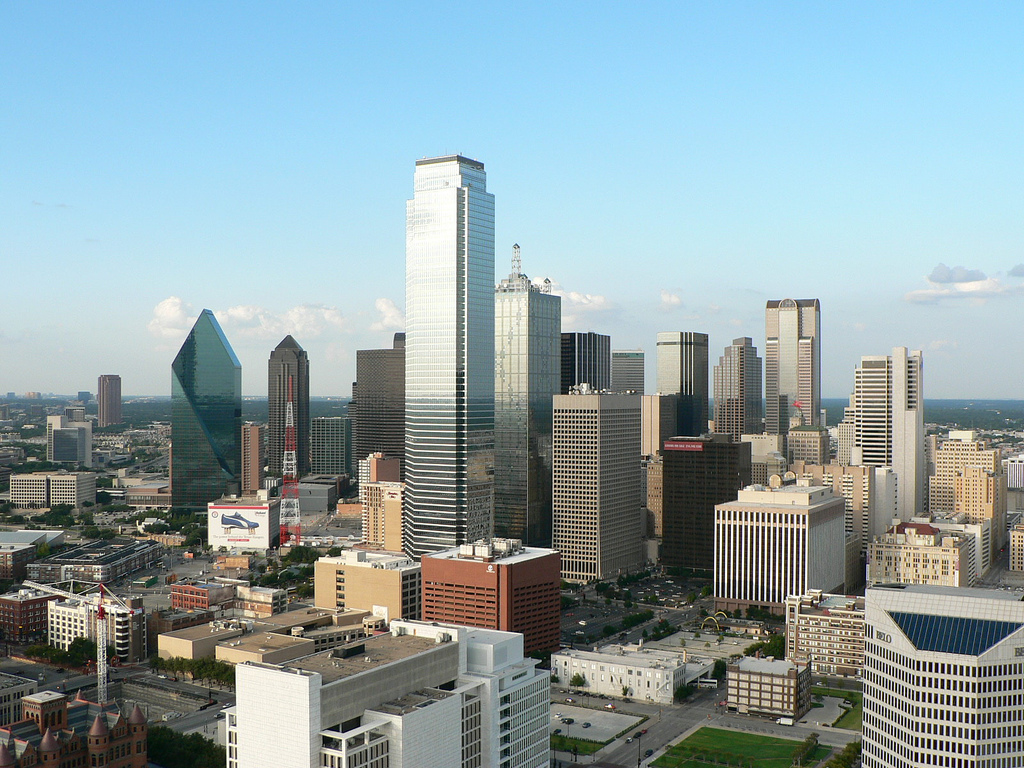
Centrul Dallasului

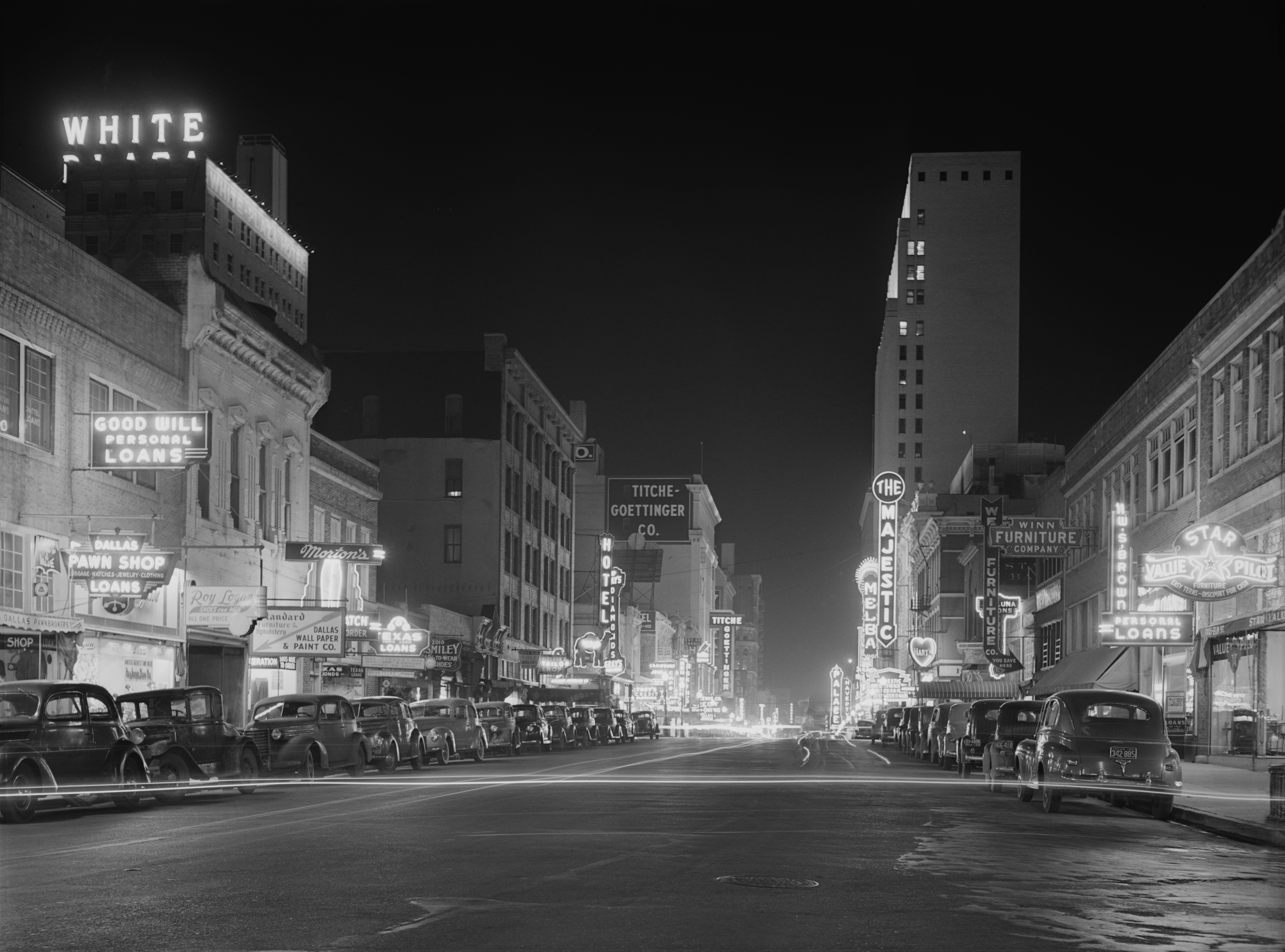
Vedere nocturnă a străzii Elm (ianuarie 1942)

## Personalități

### Personalități născute în Dallas
- Tex Watson (n. 1945), criminal celebru;
- Amy Acker (n. 1976), actriță;
- Jensen Ackles (n. 1978), actor, regizor;
- LaMarcus Aldridge (n. 1985, baschetbalist;
- Troy Baker (n. 1976), actor, chitarist;
- Erykah Badu (n. 1971), cântăreață, compozitoare, producătoare;
- Chris Bosh (n. 1984), baschetbalist;
- Robby Benson (n. 1956), actor;
- Jessica Drake (n. 1974), actriță porno;
- Scoot McNairy (n. 1977), actor;
- Madison De La Garza (n. 2001), actriță, sora lui Demi Lovato.

### Personalități al căror nume este legat de Dallas
- Tex Avery (1908 - 1980), realizator de desene animate;
- Vinnie Paul (n. 1964), baterist, producător muzical;
- Bonnie și Clyde (1910 - 1934, respectiv 1909 - 1934), răufăcători;
- Drew Brees (n. 1979), jucător de fotbal american;
- Edie Brickell (n. 1966), cântăreață;
- Rex Brown (n. 1964), muzician;
- George W. Bush (n. 1946), fost președinte al Statelor Unite ale Americii;
- Laura Bush (n. 1946), soția lui George W. Bush.